# Bounty Trough

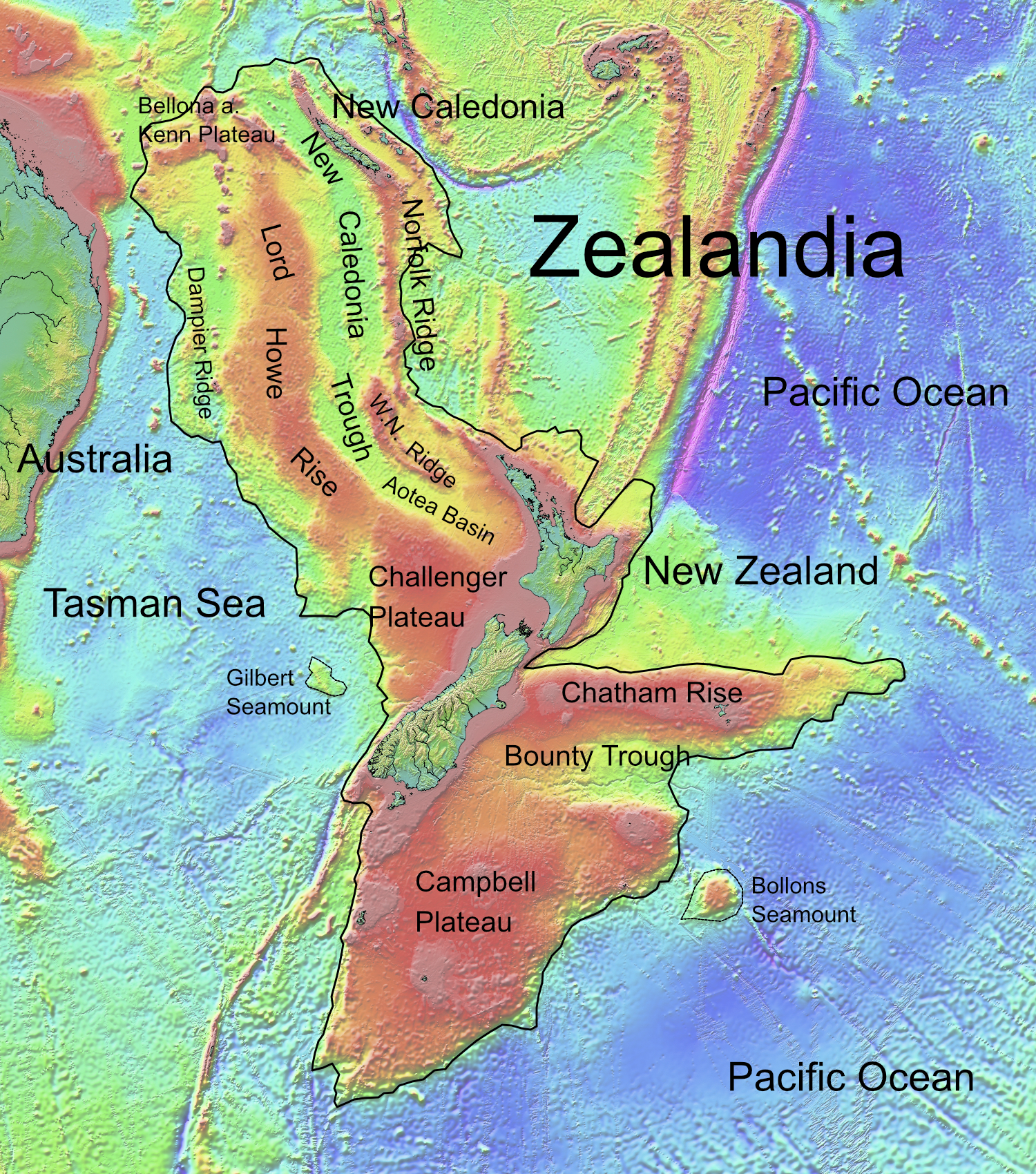
Topografische Karte von Zealandia mit dem Bounty Trough im Südosten

Der Bounty Trough ist eine östlich von Neuseeland unter dem Meeresspiegel liegende Senke. Sie gehört zu dem 4,9 Millionen Quadratkilometer großen und zu 94 % unter dem Meeresspiegel liegenden Gebiet, das von Wissenschaftlern als Zealandia bezeichnet und um dessen Anerkennung als Kontinent geworben wird.

## Geographie
Der Bounty Trough befindet sich rund 100 km östlich der Südinsel von Neuseeland, zwischen dem unterseeischen Gebirgszug Chatham Rise im Norden und dem ebenfalls unterseeischen Campbell Plateau im Süden. Die Senke, die die Ausprägung eines ehemaligen Tals mit einem in der Mitte in West-Ost-Richtung verlaufenden schmale Vertiefung (Bounty Channel) ähnlich einem Flusslauf hat, ist rund 800 km lang, 250 km breit und fällt von rund 1000 m unter dem Meeresspiegel nach Osten auf rund 4000 m ab.

## Namensherkunft
Die Bezeichnung Bounty Trough für die Vertiefung auf dem Seeboden wurde auf Antrag des New Zealand Geographic Board (NZGB) im Oktober 2012 offiziell vom (GEBCO) Sub-Committee on Undersea Feature Names (SCUFN), einem Komitee, das von der Intergovernmental Oceanographic Commission (of UNESCO) zusammen mit der International Hydrographic Organization gebildet wurde, festgelegt. Der Name Bounty wurde dabei dem Namen der Bounty Islands entlehnt, die sich südlich des östlichen Teils des Bounty Trough befinden und am 8. September 1788 von Kapitän William Bligh nach seinem Schiff Bounty benannt wurde.
Für die auf topografischen Karten erkennbare schmale flussähnliche Vertiefung wurde im Oktober 2012 ebenfalls ein offizieller Namen festgelegt und die Rinne als Bounty Channel bezeichnet.

## Geologie
Es wird vermutet, dass der Bounty Trough ursprünglich ein Grabenbruch war, der in der späten Phase der Trennung von Neuseeland vom Urkontinent Gondwana, die vor rund 125 Mio. Jahren begann und 100 Mio. Jahre dauerte, aktiv war und in der Kreidezeit von einer Subduktionszone beeinflusst war, die nördlich der Chatham Rise lag. In drei Stufen fällt der Bounty Trough ostwärts ab und teilt sich dabei in jeweils rund 1000 m tiefer liegenden Becken auf. Das Grundgebirge des Bounty Trough ist mit geschichtete Sedimente bedeckt, die sich seit dem Pliozän gebildet haben und eine Mächtigkeit von rund 2 km aufweisen. Der auffällige Bounty Channel schneidet tief in die Sedimente ein, weist Flusscharakter auf und war vermutlich in der letzten Eiszeit entstanden.